# 성소수자 은어
성소수자 은어(性少數者隱語)는 성소수자들이 쓰는 은어를 말한다. 성소수자 은어는 성소수자 공동체의 구성원이 다른 구성원과 스스로를 동일시할 수 있는 매개이며, 다른 성소수자 사람에게 간결하고 빠르게 말할 수 있는 암호이기도 하다. 한국어를 비롯한 다양한 언어권에서 사용하며, 특히 영어와 일본어는 1900년대 초반부터 쓰이기 시작했다.
성소수자 은어는 소도미법과 동성애 범죄화에 따른 위협 때문에 비밀 언어로 이루어지며, 성소수자 공동체가 타인에게 성적 지향을 드러내지 않고 공공연히 서로와 의사소통을 하는 방법이다.
대학교에서 동성애 연구가 등장하면서 성소수자 은어를 주제로 한 학술 연구도 언어 인류학 학자들 사이에서 이루어지고 있다.
일반적인 은어, 속어와 마찬가지로 성소수자 은어의 수명 또한 짧다. 한 세대에서 사용하던 용어가 다음 세대에서는 사라질 수도 있다. 예를 들어서 1970년대 대한민국의 레즈비언 공동체에서는 남성적인 사람은 "바지씨", 여성적인 사람은 "치마씨"라는 용어를 사용했으나, 오늘날에는 영어 표현인 "부치"(butch)와 "팸"(femme)을 사용한다. 또한, 1960년대와 1970년대에 영국에서 쓰이던 용어 "코티지"(cottage)와 미국에서 쓰이던 용어 "티룸"(tearoom)은 성교를 하기 위한 공중 화장실을 뜻하는 단어로 쓰였으나, 1999년에 와서는 성소수자 공동체 구성원이 그 의미를 모르는 단어가 되었다.

## 한국어

### ㄱ
기브(혹은 깁) : 여성 간 성관계를 맺을 시 삽입 포지션(남성 간에서의  탑)

### ㄷ
때짜웅
항문 성교 시에 삽입하는 사람. 탑.

### ㄹ
러버
트랜스여성이나 여장남자를 좋아하는 남자

### ㅁ
마짜
항문 성교 시에 삽입 받는 사람. 바텀.

### ㅂ
박타다
항문 성교하다. 박을 탈 때 톱 따위로 밀고 당기는 모습에서 유래.
벅차다
성적으로 자유분방하거나 성행위를 밝힌다.
부치
팸과 반대로 남성적인 외모, 또는 행동을 하는 레즈비언.
뽈록이
게이들이 여성을 낮잡아 말하는 경멸어.

### ㅅ
시디레즈
여장남자를 좋아하는 여장남자.
식성(혹은 식)
성적으로 끌리는 외모를 가진 이상형.
스톤부치
깁만 하는 부치

### ㅇ
이쪽
성 소수자인 사람.
이반
성 소수자인 사람.(일반-이반)
온깁
only give. 여성 간 성관계 시 '깁' 포지션만 추구
온텍
only take. 여성 간 성관계 시 '텍' 포지션만 추구

### ㅌ
텍(혹은 테이크) : 여성 간 성관계 시 삽입되는 포지션(남성 간 성관계에서 바텀에 해당)

### ㅍ
팸
부치와 반대로 여성적인 외모, 또는 행동을 하는 레즈비언.

## 영어
- tranny 트랜스여성을 비하하는 말

### 영국
20세기의 시작부터 70년 동안에는 LGBT 공동체의 형성과 함께 도시 지역의 동성애자를 중심으로 특별한 형태의 폴라리가 만들어졌다.
차이는 있지만 오늘날의 게이 은어는 폴라리 낱말에서 차용한 것이 많다.
| 폴라리에서 차용한 게이 은어 해설 |                                                |
| 낱말                             | 대략적인 의미                                  |
| basket                           | 옷을 입은 상태에서 남성의 성기가 불룩한 부분   |
| bumming                          | 동성애자의 성교 행위                           |
| chicken/twink                    | 젊은 남성                                      |
| howdy                            | 다른 남성/여성의 엉덩이를 만지는 행위          |
| cottaging                        | 공중 화장실에서 성교를 하거나 상대를 찾는 행위 |
| gym bunny/Muscle Mary            | 단지 외형만을 위해 운동하는 사람               |
| zhoosh                           | 스타일                                         |

## 일본어

### あ
穴
직역하면 "구멍"
항문을 말한다.
アナル
애널.
항문을 뜻하는 anus의 형용사형 anal
兄貴
직역하면 "형님"
정신적 남성성이 명백한 연상의 게이. 반대로 여성스러운 연상의 게이를 언니(姐さん)라고 할 수도 있다.
ありあり
직역하면 "그게 있다"
호르몬 대체 치료나 유방 확대 수술을 통해 유방이 형성되었으나 남성기를 제거하지 않은 뉴하프. 성전환 수술을 받은 사람은 반대로 "그게 없다"는 뜻의 ありなし라고 한다.
イケる
성적으로 호감을 가지다. 또는 좋아하는 타입이다. 한국어의 "식되다"와 유사.
ウケ
직역하면 "받이"
게이 성교에서 항문에 삽입당하는 쪽.
売り専
직역하면 "판매 전용"
게이를 위한 풍속업소에서 일하는 게이, 또는 그 업소. 가게 안에 성행위를 위한 공간이 마련되어 있는 경우도 있다.
狼系
직역하면 "늑대 계"
슬림하면서 체모가 짙은 남성.
オケ専
직역하면 "나무통 전용"
성적 취향이 고령자 취향인 게이. "나무통"이란 곧 관짝을 의미한다.
雄
직역하면 "수컷"
소위 남자다움을 강조하기 위해 붙이는 접두사. 수컷놈(雄野郎)・수컷물건(雄マラ)・수컷즙(雄汁)・수컷구멍(雄穴)・수컷맨(雄マン)・수컷질(雄膣) 등 사용례는 다양하다.
雄汁
직역하면 "수컷 즙"
정액을 말한다.
オナベ
오나베. 남장을 하고 여성을 상대로 유흥업소 접객을 하는 여자. 보이시한 여자, 레즈비언 또는 트랜스남성을 주로 지칭하나 남장을 하는 여성을 뜻하기에 트랜스젠더남성에게 사용하면 멸칭이 된다.
オネエ
직역하면 "언니야"
게이 중에서도 행동이 여성적인 이들을 가리키는 말. 그냥 평범하게 언니(姐さん)라고 할 수도 있다.

### か
会員制
직역하면 "회원제"
간판만 회원제라고 걸어 놓고 실제로는 게이는 회원 등록 없이 자유롭게 드나든다. 여자나 이성애자 남성이 입점하지 못하도록 하는 피객패다. 여자나 이성애자의 방문을 환영하는 게이바는 그러하지 않다.
外出
직역하면 "외출"
말 그대로 게이바에서 도중 퇴출하여 다른 매장에 놀러가기. 돌아와 마시고 다시 가는 것도 가능하다. 무료인 경우도 있고 외출요금이 부과될 수도 있다.
外専
직역하면 "바깥 전용"
성적 취향으로 주로 백인을 선호하는 게이.
貝合わせ
직역하면 "조개 맞추기"
여성과 여성이 성기를 서로 맞비비는 성행위. 한국어의 밴대질에 해당하는 말이다.
顔専
직역하면 "얼굴 전용"
성적 취향에서 나이나 신체보다는 얼굴만 보는 게이.
体専
직역하면 "몸 전용"
성적 취향에서 얼굴보다 신체를 보는 게이.
ガチデブ
근육이 있으면서도 지방 비율이 많은 체격의 남자. 갓치리와의 정확한 경계는 없고, 그 정의나 분류는 각자마다 다르다.
ガッチリ
뼈가 굵고 살이 통통한 체격의 남자. 가치데부 및 가치무치와의 정확한 경계는 없고, 그 정의나 분류는 각자마다 다르다.
ガチムチ
ガッチリ・ムッチリ 의 약어. ガッチリ보다는 살이 적은 편이지만 정확한 경계는 없고, 그 정의나 분류는 각자마다 다르다.
ガッチビ
몸집이 작으면서 근육질인 남자. ガッチリしたチビ 의 약어.
ガテンフェチ
직역하면 "가텐 페티쉬"
"가텐"은 구인관련 정보지로서, 이 정보지에 올라오는 일거리를 찾아 떠돌아다니는 직종, 즉 육체노동자에게 성욕을 느끼는 사람.
兜合わせ
직역하면 "투구 맞추기"
남성 동성성교에서 서로의 귀두를 맞대고 비비는 것.
ガマン汁
직역하면 "참는 즙"
쿠퍼액을 의미한다. 성적으로 흥분했는데 성행위는 하지 않고 참고 있으면 쿠퍼액이 나온다는 말.
カミングアウト
커밍아웃.
カモフラージュ
직역하면 카무플라주. 게이인 것을 들키지 않기 위해 만드는 여자 애인. 나이가 많으면 사회적 체면 유지를 위해 위장결혼도 한다.
ガリ
마른 체형의 남자에 대한 멸칭.
かわいい
직역하면 "귀엽다"
성적으로 호감을 가지는 남성을 가리키는 말. 베어 등 남성적인 외모의 경우에도 성욕의 대상으로 매력적이면 "귀엽다"고 표현한다.
観光バー
직역하면 "관광바"
게이바 중 여성과 이성애자의 출입을 금하지 않는 곳
熊系
직역하면 "곰 계"
수염과 체모가 진하고 땅딸막한 체형의 남성. 서양에서 말하는 베어와 같다.
組合員
직역하면 "조합원"
게이가 다른 게이를 가리킬 때의 은어. "동료(お仲間)", "이쪽 사람(こっちの人)"이라고도 한다.
クローゼット
벽장. 아직 커밍아웃하지 않은 상태.
ゲイバー
게이바. 게이 전용 바. "회원제" 따위의 문패가 걸려있는 곳은 여자와 이성애자의 입점을 거절하는 업소다.
ゲイバッシング
게이배싱. 동성애를 부도덕적이라고 비난하거나 게이라면 신고를 하지 못할 것이라는 생각에 공갈폭행을 하는 행위. 호모포비아 및 증오범죄의 일종이다.
ゲイパレード
게이 퍼레이드.
ゲイ漫画
직역하면 "게이 만화"
남성 동성애를 주제로 하여 남성 독자를 위해 만든 만화. 여성 독자를 위한 BL, 야오이는 게이 만화로 치지 않는다.
ケツマンコ
직역하면 "엉덩이 보지"
항문을 말한다. 항문성교 시 음경이 삽입되는 항문을 여성기에 비유한 말이다.

### さ
サーファー系
직역하면 "서퍼 계"
서퍼의 고정관념인 세미롱 갈색머리에 피부는 보통보다 어둡고 호리호리하면서도 근육을 기른 남자를 말한다.
サッフィズム
"사포이즘". 레즈비언을 달리 이르는 별칭. 레즈비어니즘의 기원이라고들 하는 사포가 어원이다.
サオ
직역하면 "작대기"
음경을 의미한다.
誘いネコ
직역하면 "유혹하는 고양이"
성행위에서 수동적인 편이지만 연애 과정에서는 적극적으로 자신을 들이대는 고양이. 성행위가 시작되고 나면 수동적으로 변한다.
盛る
직역하면 "담그다"
성행위를 하다.
猿系
직역하면 "원숭이 계"
원숭이 같은 외모(외꺼풀, 갈색 단발 등의 외모가 고정관념)를 한 남자.
ジャリタチ
앳된 어린 타치. 비상식적이거나 난폭하거나, 불감증인 레즈비언을 나타내는 다소 부정적인 의미로 사용되기도 한다.
趣味女
직역하면 "취미녀"
"취미 여장"의 약어. 개인의 취향으로 여장을 하는 남자. 크로스드레서.
主婦レズ
"주부 레즈".
결혼한 레즈비언. 남자와 여자애인 사이에 양다리를 걸치고 있다는 경멸적 의미를 담아 사용한다. 결혼의 이유는 체면을 이유로 한 위장결혼이거나, 친자식을 낳고 싶어서, 또는 자신이 이성애자인 줄 알고 결혼을 한 뒤에 자신의 성지향성을 깨달은 경우, 경제적인 이유 등을 생각할 수 있다.
女装子
직역하면 "여장아이"
여장남자를 말한다.
スカタチ
"치마 타치"
성행위 때 적극적인 편이지만 평소에는 치마를 입는 등 여성스러운 것을 좋아하는 레즈비언. "펨타치" 등의 동의어가 있다.
ストレート
"straight". 이성애자를 말한다. "논게" 와 같은 의미.
ズボネコ
"바지 고양이"
성행위 때 수동적인 편이지만 평소에는 바지를 고집하는 등 남성적인 것을 선호하는 레즈비언. "보이네코" 등의 동의어가 있다.
セク
"섹". 섹슈얼리티의 약어. 레즈비언 커뮤니티에서는 주로 섹스 때의 "역할"(즉 자신이 타치인지 네코인지 따위)을 가리키는 용어로 사용된다.
セパレイティスト
separatist. 분리주의자. 남성을 배제한 여성만의 공동체를 이상향으로 삼는 사람.
セーフ
safe. 세이프 섹스의 약어.
セクフレ
"세쿠후레". 섹스 프렌드의 약어.
セリバシー
금욕 중인 레즈비언. 무성애자와는 다르다. 성적 욕구가 없는 것이 아니라 있는 데 참고 있는 것.

### た
ダイク
다이크. 본래는 동성애자에 대한 멸칭이었는데, 오늘날 서양에서는 레즈비언임이 명백한 남성적 레즈비언을 가리키는 말로 사용된다. 일본에서는 거의 쓰지 않는 용어다.
尋ね人
직역하면 "사람 찾기"
발전장이나 게이 행사장 등에서 본 특정 유형의 남자를 찾기 위한 게시판 혹은 데이트 사이트. 상대와 자신의 외모적 특징 등을 게재하여 본인을 찾아내거나 목격자를 찾기도 한다.
タチ
동성성교에서 능동적으로 리드하는 쪽. 어원은 가부키의 남자역을 타치야쿠(立役)라고 하는 데서 비롯되었다. 게이와 레즈비언을 가리지 않고 모두 사용하는 말이다.
ダナー系
직역하면 "남편 계"
육체는 여성이지만 남성적인 기질이 강하고 남성적 행동을 좋아하는 사람. 레즈비언이 아니고 트랜스남성일 가능성도 있다.
ダナーズ
다나즈. 다나를 좋아하는 다나.
種付け
직역하면 "씨받이"
항문에 사정하다.
中性
중성. 외형과 복장이 딱히 남성스럽지도 여성스럽지도 않은 여성. 레즈비언 용어에서 "중성"이란 외모만을 기준으로 한 것으로 인터섹슈얼과는 무관하다.
デビュー
데뷔. 처음으로 발전장에 가거나 처음으로 게이 잡지를 구입, 처음으로 남성과 성교하는 등 처음으로 자신을 게이로 인식하는 일.
トコロテン
음경을 자극하지 않고 항문을 통해 전립선을 자극하여 쾌감을 얻는 행위. 성교나 자위를 통해 행해진다. 모든 남성이 토코로텐이 가능한 것은 아니고 개인차가 있다.
共食い
직역하면 "동족상잔"
자신이 퉁퉁한 체형인데 퉁퉁한 체형의 남자를 좋아하는 게이를 조롱하는 멸칭.
トラ, トランス
토라. 트랜스. 음이 같은 호랑이(虎)라고도 한다. 트랜스젠더, 트랜스섹슈얼, 트랜스베스타이트를 가리지 않고 총칭하는 약자이다.  각각을 구분할 때는 TG, TS, TV 같은 영문자를 사용한다.
ドラァグクイーン
드랙 퀸. 과도하게 화려하여 누구나 남자임을 알아볼 수 있는 여장을 하고 게이 나이트나 게이 퍼레이드 등의 이벤트에 출연하는 남자. "드랙"(ドラァグ)이라고 줄여부를 수 있다.

### な
ナイト
나이트. 게이 나이트를 말한다.
仲通り
나카토오리. 지명으로서 신주쿠 2정목의 중심가이다. 이 길을 중심으로 양쪽에 게이용 상점이 확산되고 있다. 도쿄 레인보우 페스티벌도 여기서 개최된다.
ネコ
직역하면 "고양이"
레즈비언 섹스에서 수동적인 쪽.
ノンケ
논게. 논(none) + 게(gay). 동성애자들이 이성애자들을 가리키는 은어. 영어권의 "스트레이트"라는 말에 해당한다. 논게라고 하면 특히 이성애자 남성을 가리키는 말이다. 그 사용례는 최소한 1975년까지 거슬러 올라간다.

### は
バイ
바이. 바이섹슈얼의 약자로 양성애자를 의미.
ハッテン
직역하면 "발전"
불특정 남성과 캐주얼 성행위를 하다. 게이들이 모여 발전을 하는 곳을 발전장( 発展場)이라고 한다.
ハッテン車両
혼잡한 철도 차량에서 음란행위를 하는 것. 공연외설죄와 위력업무방해죄, 미혹방지조례 위반으로 처벌받을 수 있다.
薔薇
직역하면 "장미"
1961년 간행된 사진집 《장미형》, 1964년 창간된 회원제 게이잡지 《장미》, 1971년에 창간된 《장미족》 등에서 유래하여 남성 동성애 및 남성 동성애자를 지칭하는 은어로 1980년대 무렵까지 "장미"라는 말이 사용되었다.
バリウケ
게이 성행위에서 능동적 역할(타치)은 하지 않고 수동적 역할(우케)만 하는 취향.
バリタチ
성행위에서 수동적 역할은 하지 않고 능동적 역할만 하는 취향.
레즈비언 바리타치는 트랜스남성과 구분이 되지 않는 경우도 있다.
バリリバ
성행위에서 능동과 수동을 가리지 않고 모두 할 수 있는 취향.
バリネコ
레즈비언 성행위에서 능동적 역할(타치)은 하지 않고 수동적 역할(네코)만 하는 취향.
ビアン
"비언". 레즈비언의 약어. 일본에서는 "레즈"라는 단어가 모멸적으로 사용되어 왔기에 이에 반발한 일본 레즈비언들이 90년대 이후로 사용하기 시작한 말이다.
フェム
펨. 여성적인 레즈비언. 여성적이라 함은 잠자리에서 타치와 네코 중 어느 역할을 맡는지와는 무관하고 생활양식 면을 가리킨다. 일본에서는 거의 사용되는 예가 없는 부치, 다이크와 달리 펨은 "펨타치" "펨네코" 와 같은 용법으로 사용된다.
フケ専
직역하면 "비듬 전용"
성적 취향으로 중년을 좋아하는 게이. 비듬이란 곧 늙었다는 뜻이다. 노년을 좋아하면 한 술 더 떠서 나무통(즉 관짝) 전용이라고 한다.
ブッチ
부치. 남성적인 레즈비언. 남성적이라 함은 잠자리에서 타치와 네코 중 어느 역할을 맡는지와는 무관하고 생활양식 면을 가리킨다. 펨의 반대어로 쓰인다. 다이크와 마찬가지로 일본에서는 사용되는 일이 거의 없다.
ブス
직역하면 "추녀"
못생긴 남성 또는 성적으로 호감이 갈 수 없는 남성을 말한다.
フテ子
자존심이 높고 품행이 불량한 게이.
腐マンコ
직역하면 "썩은 보지"
인터넷상의 게이 커뮤니티에 침투해서 성희롱 등을 일삼는 부녀자("썩은 여자")들을 혐오하여 사용하는 멸칭.
プロ
"프로". 게이바 운영이나 게이 비디오 출연 등 게이로서의 활동에 익숙해진 사람을 말한다.
プロフィール
"프로필". 주로 신장, 체중, 나이의 3종을 가리킨다.
ペニクリ
"페니클리". 음경(페니스)를 음핵(클리토리스)에 빗댄 표현. 성전환 수술을 아직 받지 못한 성전환자 또는 하지 않을 생각의 뉴하프. 주로 그런 사람들을 성적 소비 대상으로 삼하는 사람이 사용하는 용어이다.
ボーイ
"보이". 게이용 유흥업소에서 일하는 남성. 남창.
ボーイッシュ
"보이쉬". 부치라는 말이 사용되지 않는 일본에서 사실상 펨의 반댓말로 쓰인다. 펨과 마찬가지로 "보이쉬타치", "보이쉬네코" 등의 용례로 쓰일 수 있으며 최근에는 말을 줄여서 "보이타치", "보이네코"라고도 한다.
北欧館
오사카에 있는 게이 사우나.
ポジ
"포지". "포지티브(positive)"의 약어로 HIV 양성인 사람을 의미한다.
ホモバレ
커밍아웃을 하지 않았는데 아웃팅 등으로 게이임이 드러나게 되는 것.
ホモビアン
"호모비언". 타치 레즈비언을 좋아하는 타치 레즈비언.
ホモフォビア
호모포비아.
ポリガミー
폴리가미. 동시에 여러 애인과 사귀는 것. 반댓말은 모노가미.

### ま
待ち子
직역하면 "기다리는 아이".
게이바 등지에서 능동적으로 상대를 찾지 않고 그저 수동적으로만 기다리는 사람. 또는 그 행위.
ママ
직역하면 "엄마".
게이바의 점장을 가리키는 말. "마스터"라고 하는 경우도 있다. 마마인지 마스터인지는 업소의 운영 방향성에 달렸다.
マンコ
직역하면 "보지"
게이가 자신의 성행위 도구인 항문을 여성기에 빗대 "보지"라고 하기도 하고, 여성을 혐오하여 경멸하는 멸칭으로서 사용하기도 한다.
ミックス
"믹스(mix)". 남성의 입장을 허용하는 레즈바.
ミケ専
직역하면 "세 자리 전용"
성적 취향이 체중 100 킬로그램 이상의 비만 남성을 좋아하는 게이.
店子
직역하면 "가게 아이"
게이바의 점원.
モノガミー
특정 연인 한 명만 사귀거나 사귀고 싶은 사람. 폴리가미의 반댓말.
モロ感
"정면으로 느낀다(モロに感じる)"의 약어. 성감이 매우 좋은 것을 말한다. 주로 게이가 항문과 유두 자극에 관하여 사용하는 표현이다.

### や
百合
직역하면 "백합"
여성 동성애 또는 한없이 동성애에 가까운 여성간의 우정을 소재로 한 만화, 소설 등의 창작물. 게이 만화가 BL과는 구분되는 것과 달리 백합은 GL이라는 표현이 혼용되고 있다. 남녀가 모두 애호하는 장르이다.

### ら
ライフスタイル・レズビアン
"라이프스타일 레즈비언". 남성과 어울리거나 남성에게 경제적 정신적으로 의존하지 않고 동성애 라이프스타일을 즐기는 여자. 남자에게 의존하지 않는 삶을 능동적으로 선택했다는 긍정적 의미로 사용된다.
リバ
"리버". "자유"라는 뜻의 리버티(liberty)에서 가져온 것일 수도 있고 "교대가능"이라는 뜻의 "리버시블(reversible)"에서 가져온 것일 수도 있다. 어느 어원이든 간에 동성성교에서 능동적 역할과 수동적 역할을 모두 할 수 있는 것, 또는 능동적으로 상대를 리드하다가 상대에게 제지되어 입장이 수동적으로 바뀌는 것 등을 말한다.
リップスティック・レズビアン
립스틱 레즈비언. 잠자리 역할인 타치, 고양이와는 무관하고, 생활방식이라는 면에서 펨 행동에 가깝다. 레즈비언은 이성애자 여성에 비해 화장을 하지 않는 비율이 높다고들 하여 화장하는 레즈비언을 이렇게 달리 부르는 것이지만 현재는 레즈비언들 사이에선 거의 사용되지 않는 말이다.

### わ
訳知り
직역하면 "잘 아는 사람"
친구나 지인 중에 성소수자가 있음을 아는 이성애자.

## 같이 보기
- 도로시의 친구

## 참고 문헌
- 한국게이인권운동단체 친구사이 (2011년 2월 1일). 《GAY CULTURE HOLIC》. 씨네21. 304쪽. ISBN 9788966000012.